# Casbia cremnias
Casbia cremnias là một loài bướm đêm trong họ Geometridae.